# آلیشان بایرامیان
آلیشان بایرامیان (ارمنی: Ալիշան Բայրամյան؛ ارمنی غربی: Ալիշան Պայրամեան؛ انگلیسی: Alishan Bairamian؛ ژانویه ۱۹۱۴ – ۱۴ مارس ۲۰۰۴) یک تاریخ‌نگار و زبان‌شناس اهل ارمنستان بود.